# 马尼昂
马尼昂（法語：Magnan，法語發音：[maɲɑ̃]）是法国热尔省的一个市镇，属于孔东区。

## 地理
马尼昂（43°46'8"N, 0°7'21"W）面积11.3 平方千米，位于法国奧克西塔尼大區热尔省，该省份为法国西南部内陆省份，北起顺时针与洛特-加龙省、塔恩-加龙省、上加龙省、上比利牛斯省、大西洋比利牛斯省和朗德省接壤。
与马尼昂接壤的市镇（或旧市镇、城区）包括：上阿尔布拉德、科佩讷达马尼亚克、勒乌加、拉讷苏比朗、洛瑞藏、吕佩-维奥勒、佩尔谢德。

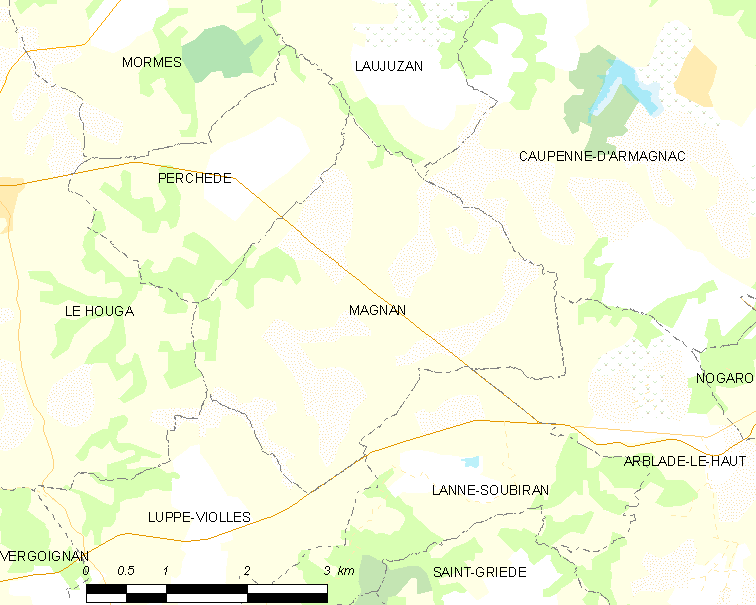
马尼昂的OSM定位图

马尼昂的时区为UTC+01:00、UTC+02:00（夏令时）。

## 行政
马尼昂的邮政编码为32110，INSEE市镇编码为32222。

## 政治
马尼昂所属的省级选区为大下阿马尼亚克县。

## 人口

1962-2008年间马尼昂人口变化图示

马尼昂于2022年1月1日时的人口数量为231人。